# Yahya ibn Sarafyun
Yaḥyā ibn Sarafyūn (fl. IX secolo) è stato un medico siro, noto nell'Europa latina come Johannes Serapion, e comunemente chiamato Serapione il Vecchio per distinguerlo da Serapione il giovane, con cui viene spesso confuso.

## Biografia
Nulla si conosce della sua vita, salvo che era cristiano e che visse nella seconda metà del IX secolo. 

## Opere
Scrisse in siriaco, ma conserviamo le sue opere soltanto in traduzioni greche ed arabe. 
Abbiamo due sue opere che portano lo stesso titolo: uno chiamato Aphorismi Magni Momenti de Medicina Practica, l'altro intitolato Kitāb al-kunnāsh (Il taccuino per appunti), che è stato pubblicato sotto svariati nomi: Pandectae, Aggregator, Breviarium, Practica e Therapeutica Methodus. Oggetto del suo lavoro era radunare ed esporre in forma sintetica le opinioni dei medici greci e arabi sulle malattie e il loro trattamento terapeutico. Egli riporta anche le teorie di Alessandro di Tralles, un autore poco conosciuto anche da altri autori di opere mediche del mondo islamico.